# 長井短
長井 短（ながい みじか、1993年〈平成5年〉9月27日 - ）は、日本のモデル、女優、作家、エッセイスト。
東京都府中市出身。キューブ所属。「演劇モデル」と称し、演劇活動と並行してモデルとしても活動する。夫は劇団ロロ（主宰・三浦直之）に所属する俳優の亀島一徳。

## 略歴
子供のころから背が高く、親類から「モデルになれば？」と勧められる一方で、幼少期に見た映画『スター・ウォーズ』『ハリー・ポッター』をきっかけに役者を志し、都立豊多摩高校在学中より演劇活動を開始。高校卒業後は劇団半開きに所属して小劇場の舞台に立ち、「演劇だけじゃ絶対食べていけない」とアルバイトの面接を受けてことごとく落ち続ける中で、ECサイトのモデルオーディションに応募して落選するものの複数のモデル事務所より声を掛けられてバークインスタイルに所属。「モデルやってて映像をやる人はいるけど、モデルやってて舞台やる人ってあんまりいない」「これができたらちょっと面白いかな」と演劇と並行してモデルとして活動を開始する。
当初はアルバイト感覚で始めたモデルだったが次第にその面白さを知って、数々のファッションショーや『装苑』『GINZA』などのファッション雑誌に出演。2016年にはバラエティ番組に出演して、「ネガティブ過ぎるイケメンモデル」として知られる栗原類に似た容姿や、内面まで似ているというその強烈な「ネガティブキャラ」が、「女栗原類」などとして話題を呼ぶ。
2017年末にてバークインスタイルを退社し、キューブへ移籍。
劇作家の根本宗子とともに2018年1月より開催の『オールナイトニッポン』（ニッポン放送）のパーソナリティオーディション「〜次の50年を担うのは誰だ?〜 オールナイトニッポンnext50 パーソナリティーオーディション」を勝ち抜いて、同年4月から翌2019年3月まで『根本宗子と長井短のオールナイトニッポン0(ZERO)』のパーソナリティを務める。
私生活では、劇団ロロ所属の俳優・亀島一徳と2019年5月に結婚、自身のSNSを通じて5月28日に報告した。同年12月に結婚式を挙げたことをインスタグラムで報告した。

## 人物
趣味は読書、テレビゲーム。
特技は合唱、落語、ピアノ。小学1年から中学3年まで9年間にわたって合唱団で活動して年1回ミュージカルの舞台に立ち、卒業公演では『ウエストサイドストーリー』のトニー役を演じた。
芸名の「長井短」は古典落語の演目「長短」に由来する。もともと落語好きであり、婚姻前の姓が「長井」であることから「落語の演目『長短』を真似して、勢いでつけた」と語っている。名前の「短」は芸名であり、本名は「マユ」であることが、『オールナイトニッポン』内で明かされている。
実家は聖蹟桜ヶ丘駅前の居酒屋。父親は立川流Cコース（一般人）に所属。

## 出演

### 雑誌・ルックブック
- 装苑
- GINZA
- Zipper
- リンネル
- MEN'S NON-NO
- An・an
- New Monday
- ocappa
- 毛糸だま
- SAVVY
- GUNJYO Magazine
- KBF paper
- 10FACES 02
- IamI
- POU DOU DOU
- thibaut
- OBEY
- PAMEO POSE
- WAFFLISH WAFFLE
- BODYSONG.
- DEPT
- AlexanderLeeChang
- Dulcamara

### イベント
- 東京ガールズコレクション
- GirlsAward

### CM
- ピップ ピップエレキバン 「コリコリダンス」篇（2018年4月 - ）
- 東日本旅客鉄道　新幹線eチケット（2021年4月−）
- ソニー・インタラクティブエンタテインメント PlayStation「人気タイトル ジャジャン！」（2022年）
- Spotify（2022年5月27日 - ） - 池森秀一と共演[22]

### 舞台
2013年
- □字ック「タイトル、拒絶」（作・演出：山田佳奈）
- 劇団半開き「問ウ」（作・演出：日比野線）
- あやめ十八番「淡仙女」（作・演出：堀越涼）
- 演劇ユニットキャッチ.コム「私と彼氏とその彼女」（作・演出：桐野翼）
- 桃尻犬「キャンベラに哭く」（作・演出：野田慈伸）
- なかないで、毒きのこちゃん（作・演出：鳥皮ささみ）
- 20歳の国「保健体育」（作・演出：竜史）

2014年
- 月刊「根本宗子」第9号「夢も希望もなく」（作・演出：根本宗子）
- 月刊「根本宗子」バー公演「婆VS女子高生」（作・演出：根本宗子）
- 桃尻犬「愛ヲ避ケル」（作・演出：野田慈伸）
- 月刊「根本宗子」第9.5号「私の嫌いな女の名前、全部あなたに教えてあげる」（作・演出：根本宗子）
- 20歳の国「死ぬまでに、一度で良いから、ロマンス・オン・ザ・ビーチ」（作・演出：竜史）
- キリンバズウカ「ヒトヒトヒト」（作・演出：登米祐一）

2015年
- 別冊「根本宗子」「根本宗子なりの新春公演ロフト２days」（作・演出：根本宗子）
- 月刊「根本宗子」再び第7号「今、出来る、精一杯。」（作・演出：根本宗子）
- 月刊「根本宗子」第11号「超、今、出来る、精一杯。」（作・演出：根本宗子）

2016年
- 20歳の国「保健体育 B」
- 別冊「根本宗子」「バー公演じゃないです」（作・演出：根本宗子）
- 玉田企画「あの日々の話」
- 月刊「根本宗子」「夢と希望の先」（作・演出：根本宗子）

2017年
- 新世界ロマンスオーケストラ（演出：根本宗子、4月30日 - 5月28日、東京グローブ座、シアター・ドラマシティ）
- プレイヤー（作：前川知大、演出：長塚圭史、8月4日 - 27日、Bunkamuraシアターコクーン）
- 月刊「根本宗子」第14号「スーパーストライク」（作・演出：根本宗子、10月12日 - 25日、ザ・スズナリ）
- THE YASHIRO CONTE SHOW「ReLOVE」（演出：家城啓之、12月7日 - 17日、紀伊国屋ホール）

2018年
- 別冊「根本宗子」第6号「バー公演じゃないです。」（作・演出：根本宗子、1月6日 - 14日、下北沢駅前劇場）
- 東葛スポーツ「カニ工船」（構成：金山寿甲、9月13日 - 17日、浅草九劇）
- 喧嘩ウォーズ〜ざけんなよ〜（演出：佐藤貴史presents、9月29日 - 30日、小劇場B1）
- 月刊「根本宗子」第16号「愛犬ポリーの死、そして家族の話（仮）」（作・演出：根本宗子、12月20日 - 31日、本多劇場）

2019年
- 今泉力哉と玉田企画「街の下で」（10月24日 - 11月4日、こまばアゴラ劇場）

2020年
- KERA CROSS『グッドバイ』（1月11日 - 2月16日、シアタークリエ・梅田芸術劇場・ビレッジホール 他地方公演）

2021年
- 演劇じゃない修行 第一回戦 ～コメント実況に劇で挑む～（作・演出：根本宗子、3月14日生配信 - 20日）
- 「照くん、カミってる!」（作：須貝英、演出：河原雅彦、5月12日 - 23日、東京グローブ座）

2022年
- 室温〜夜の音楽〜（6月25日 - 7月10日、世田谷パブリックシアター / 7月22日 - 24日、兵庫県立芸術文化センター 阪急 中ホール） - 赤井 役
- 玉田企画「영（ヨン）」（9月23日 - 10月2日、東京芸術劇場シアターイースト）

2024年
- 月刊「根本宗子」第19号「共闘者」（作・演出：根本宗子、8月31日 - 9月8日、TOKYO FM HALL） - 真理恵 役
- ヴェニスの商人（2024年12月6日 - 22日、日本青年館ホール / 12月26日 - 29日、京都劇場 / 2025年1月6日 - 10日、御園座） - ネリッサ 役

2025年
- Bug Parade（4月14日 - 5月5日、東京グローブ座 / 5月10日 - 12日、COOL JAPAN PARK OSAKA WWホール）
- 十二夜（2025年10月17日 - 11月7日〈予定〉、東京グローブ座 / 11月15日 - 21日〈予定〉、森ノ宮ピロティホール）- オーシーノ 役

### サケテチョプ ワンマンライブ（フォンリー名義）
2016年
- 12月28日 音楽実験室

2017年
- 1月29日 音楽実験室
- 12月28日 音楽実験室

### テレビドラマ
- Q10 第1話・第2話、第8話・最終話（2010年10月16日・23日、12月4日・11日、日本テレビ）-「デンキムシ」のメンバー 役
- オトナグリム 「ホワイト企業〜管理についての一編〜」（2014年3月15日、フジテレビ）
- Eテレ・ジャッジ「おかんメール」 第1話・第2話（2015年5月5日・12日、NHK Eテレ）
- ホラーアクシデンタル2 最終話「#7 意志と表象としての世界」（2016年5月13日、フジテレビ） - 身体中アザだらけの女 役
- 潜入捜査アイドル・刑事ダンス 第1話（2016年10月9日、テレビ東京） - ユーヤに付きまとう女 役
- 学校へ行けなかった私が「あの花」「ここさけ」を書くまで（2018年9月1日、NHK BSプレミアム） - 今井 役
- プリティが多すぎる（2018年10月18日 - 12月20日、日本テレビ） - キヨラ 役[31]
- 家売るオンナの逆襲（2019年1月9日 - 3月13日、日本テレビ） - 床嶋ゆかり 役[18]
- 10神スパイ大作戦～コード・バリカタ～ 第5話（2019年2月11日、テレ玉他） - フィメールラッパー 役
- 離婚なふたり（2019年4月5日・12日、テレビ朝日）
- 恋と就活のダンパ（2019年4月27日、NHK BSプレミアム） - 花房深月 役
- サイン-法医学者 柚木貴志の事件- 第7話・第8話（2019年8月29日・9月5日、テレビ朝日） - 中島亜希 役
- 少年寅次郎 第1話（2019年10月19日、NHK総合） - おそめ 役
- 知らない人んち(仮)〜あなたのアイデア、来週放送されます!〜（2019年11月5日 - 26日、テレビ東京） - ジェミ 役[32]
- 女子高生の無駄づかい 第5話（2020年2月21日、テレビ朝日）
- ギルティ〜この恋は罪ですか?〜（2020年4月2日 - 8月6日、読売テレビ・日本テレビ系） - 未来 役[33]
- 真夏の少年〜19452020（2020年7月31日 - 9月18日、テレビ朝日） - 綾瀬サクラ 役[34]
- 妖怪シェアハウス 第6話（2020年9月5日、テレビ朝日） - 山姥（やまちょす/安達） 役
- 24 JAPAN 第1話 - 第3話（2020年10月9日 - 23日、テレビ朝日） - 谷亜矢子 役
- 時をかけるバンド（2020年10月20日 - 12月22日、フジテレビ） - 加藤汐里 役[35]
- 書けないッ!?〜脚本家 吉丸圭佑の筋書きのない生活〜（2021年1月16日 - 3月13日、テレビ朝日） - 松尾めぐみ 役[36]
- 江戸モアゼル〜令和で恋、いたしんす。〜 第3話（2021年1月21日、読売テレビ製作・日本テレビ） - 三木姫子 役
- FM999 999WOMEN'S SONGS 第6話（2021年5月10日、WOWOW） - ポテトがあがる音きく女 役
- 武士スタント逢坂くん!（2021年7月27日 - 9月28日、日本テレビ） - 瀬戸水緒 役[37]
- アンラッキーガール!（2021年10月7日 - 12月9日、読売テレビ） - 二石紗菜 役 [38]
- シリーズ・横溝正史短編集III「池松壮亮×金田一耕助3『蝙蝠と蛞蝓』」（2022年2月26日、NHK BSプレミアム） - お繁 役[39]
- あせとせっけん 第8話・最終話（2022年3月25日・4月1日、MBS・テレビ神奈川） - みつき 役
- 汝の名（2022年4月6日 - 5月25日、テレビ東京） - 謎の女 役[注 2][40]
- ねこ物件（2022年4月8日 - 6月10日、テレビ神奈川 ほか） - ヒロイン・広瀬有美 役[41][42]
- ∞ゾッキ「平田さん」（2022年4月24日・5月1日、BSJapanext） - 平田正子 役
- 家政夫のミタゾノ 第5シリーズ 第4話（2022年5月13日、テレビ朝日） - 木原真美 役
- 自転車屋さんの高橋くん（2022年11月4日 - 12月23日、テレビ東京） - 佐藤貴美子 役
- 星降る夜に（2023年1月17日 - 3月14日、テレビ朝日） - 蜂須賀志信 役[43]
- 来世ではちゃんとします3 第6話 - 第11話（2023年2月9日 - 3月16日、テレビ東京） - 黒木百合 役[44]
- ケイジとケンジ、時々ハンジ。（2023年4月13日 - 6月8日、テレビ朝日） - 岸本凛 役[45]
- 最高の教師 1年後、私は生徒に■された（2023年7月15日 - 9月23日、日本テレビ） - 花村千代子 役[46]
- 単身花日（2023年10月14日 - 12月9日、テレビ朝日） - 清水めぐみ 役[47]
- 特捜9 season7 第2話（2024年4月10日、テレビ朝日） - 寺本麻里佳 役[48]
- 新宿野戦病院 第4話（2024年7月24日、フジテレビ） - 沼田の愛人 役[49]
- クラスメイトの女子、全員好きでした 第6話・第9話・最終話（2024年8月15日・9月5日・12日、読売テレビ・日本テレビ系） - 第6話ヒロイン・高城優子 役[50]
- I, KILL（2025年5月18日 - 6月22日、WOWOW） - 八重 役[51]
- 塀の中の美容室（2025年8月22日〈予定〉 - 、WOWOW） - 佐藤望 役[52]
- 終幕のロンド -もう二度と、会えないあなたに-（2025年10月〈予定〉 - 、関西テレビ・フジテレビ） - 神部清香 役[53]

### 配信ドラマ
- グラグラメゾン♥東京 〜平古祥平の揺れる思い〜 第6話・第8話（2019年11月25日・12月9日、Paravi） - 杉山胡桃 役[54]
- 時をかけるバンド（2020年8月19日 - 10月21日、全10話、FOD） - 汐里 役[55][56]
- 賭ケグルイ双（2021年3月26日、Amazon Prime Video） - 聚楽幸子 役[57][58][59]
- 単身花盛り 花の男 - 片山直哉 第2話・第3話（2023年11月12日・26日、TELASA） - 清水めぐみ 役[60]

### テレビ番組
- 車あるんですけど…?（2017年2月 - 3月、テレビ東京） - 見届け人
- 今夜くらべてみました（2016年11月8日・2017年4月26日・2018年9月12日、日本テレビ） - ゲスト
- 行列のできる法律相談所 3時間SP（2019年11月3日、日本テレビ） - ゲスト
- テレビ特区（2019年12月31日（30日深夜）・2020年3月28日（27日深夜）、フジテレビ） - 出演者→MC
- 林修の今でしょ!講座 特別編 声優はスゴいんだ！！今、声優でしょ！3時間SP（2021年2月23日、テレビ朝日） - ゲスト[61]

### 映画
- パラダイス・キス（2011年、新城毅彦監督）
- 百物語怪談「鬼談百景」第一話「追い越し」（2016年、中村義洋監督）
- あの日々の話（2019年、玉田真也監督）[62]
- 耳を腐らせるほどの愛（2019年、豊島圭介監督） - 白木みどり 役
- 僕の好きな女の子（2020年、玉田真也監督）
- 唐人街探偵 東京MISSION（2021年 中国映画、原題：唐人街探案3） - 痩せた看護師 役
- 地獄の花園（2021年、関和亮監督） - 白鳥真央 役
- 映画 賭ケグルイ 絶体絶命ロシアンルーレット（2021年、英勉監督） - 聚楽幸子 役
- 生きててよかった（2022年5月13日、鈴木太一監督） - 松岡絵美 役[63]
- 妖怪シェアハウス -白馬の王子様じゃなかったん怪-（2022年6月17日、豊島圭介監督） - 山姥（やまちょす/安達） 役
- 劇場版 ねこ物件（2022年8月5日公開、綾部真弥・田口桂監督） - ヒロイン・広瀬有美 役[64]
- スーパー戦闘 純烈ジャー 追い焚き☆御免（2022年9月1日公開、佛田洋監督） - 恵美梨 役
- 4つの出鱈目と幽霊について（2023年12月1日公開、山科圭太監督）[65]
- PERFECT DAYS（2023年12月22日、ヴィム・ヴェンダース監督） - OL 役[66]
- 変な家（2024年3月15日公開、石川淳一監督） - 高間潮 役[要出典]
- 逃走中 THE MOVIE:TOKYO MISSION（2024年7月19日、西浦正記監督） - スズキ 役[67]
- もしも徳川家康が総理大臣になったら（2024年7月26日、武内英樹監督） - 聖徳太子 役[68]
- 赤羽骨子のボディガード（2024年8月2日、石川淳一監督） - 愛満斗々 役[69]
- 若き見知らぬ者たち（2024年10月11日、内山拓也監督） - 由梨 役[70][71]
- 時には懺悔を（2026年公開予定、中島哲也監督）[72][73]

### MV
- a crowd of rebellion「M1917」（1stアルバム『Xanthium』より）（2016年6月22日）[74]
- SHISHAMO SHORT FILMS 「明日メトロですれちがうのは、魔法のような恋」『メトロ 篇』（2017年8月2日）
- オワリカラ「ラブリー」（2017年10月13日）
- サニーデイ・サービス「イン・ザ・サン・アゲイン」（2018年5月10日）[75]
- THE YELLOW MONKEY「Balloon Balloon」（2019年12月28日）[76]
- somei「Another Complex」（2023年11月22日）[77]

### ラジオ番組
- 根本宗子と長井短のオールナイトニッポン0(ZERO)（2018年4月 - 2019年3月、ニッポン放送） - 月曜日パーソナリティ[12][13]
  - 根本宗子と長井短のオールナイトニッポン0(ZERO)（2021年9月19日、ニッポン放送）[78]
- オーディナリ―ミュージック（2019年10月14日、TBSラジオ） - ゲスト選曲者として出演（出典）[リンク切れ]
- NEXT名人寄席（2021年4月 - 、NHKラジオ第一） - ナビゲーター[79]
- みねじか supported by niconico（2022年10月2日 - 2023年3月26日、TOKYO FM） - パーソナリティ[80]

## 文筆業

### 著書
- 内緒にしといて（2020年10月、晶文社） - エッセイ集。『AM』連載の単行本化[81]。
- 私は元気がありません（2024年2月、朝日新聞出版） - 小説集。『小説トリッパー』掲載の単行本化[82]。
- ほどける骨折り球子（2024年7月、河出書房新社） - 小説集[3]。『文藝』掲載の単行本化。

### 雑誌掲載
小説
- ダウジング中指（『文藝』2021年冬季号 河出書房新社 掲載）
- ほどける骨折り球子（『文藝』2022年秋季号 河出書房新社 掲載）
- 私は元気がありません（『小説トリッパー』2023年夏季号 朝日新聞出版 掲載）

コラム、エッセイ
- 長井短の内緒にしといて（恋愛情報サイト『AM』、2018年2月 - 掲載中）
- 一期一衣（『小説すばる』2018年9月号〈集英社〉掲載）
- キリ番踏んだら私のターン（ウェブマガジン『幻冬舎Plus』、2020年5月 - 掲載中）
- 会いたさひとつで枕元に立つ（『文藝』2021年秋季号 河出書房新社 掲載）